# Gartenstraße (Oschersleben)

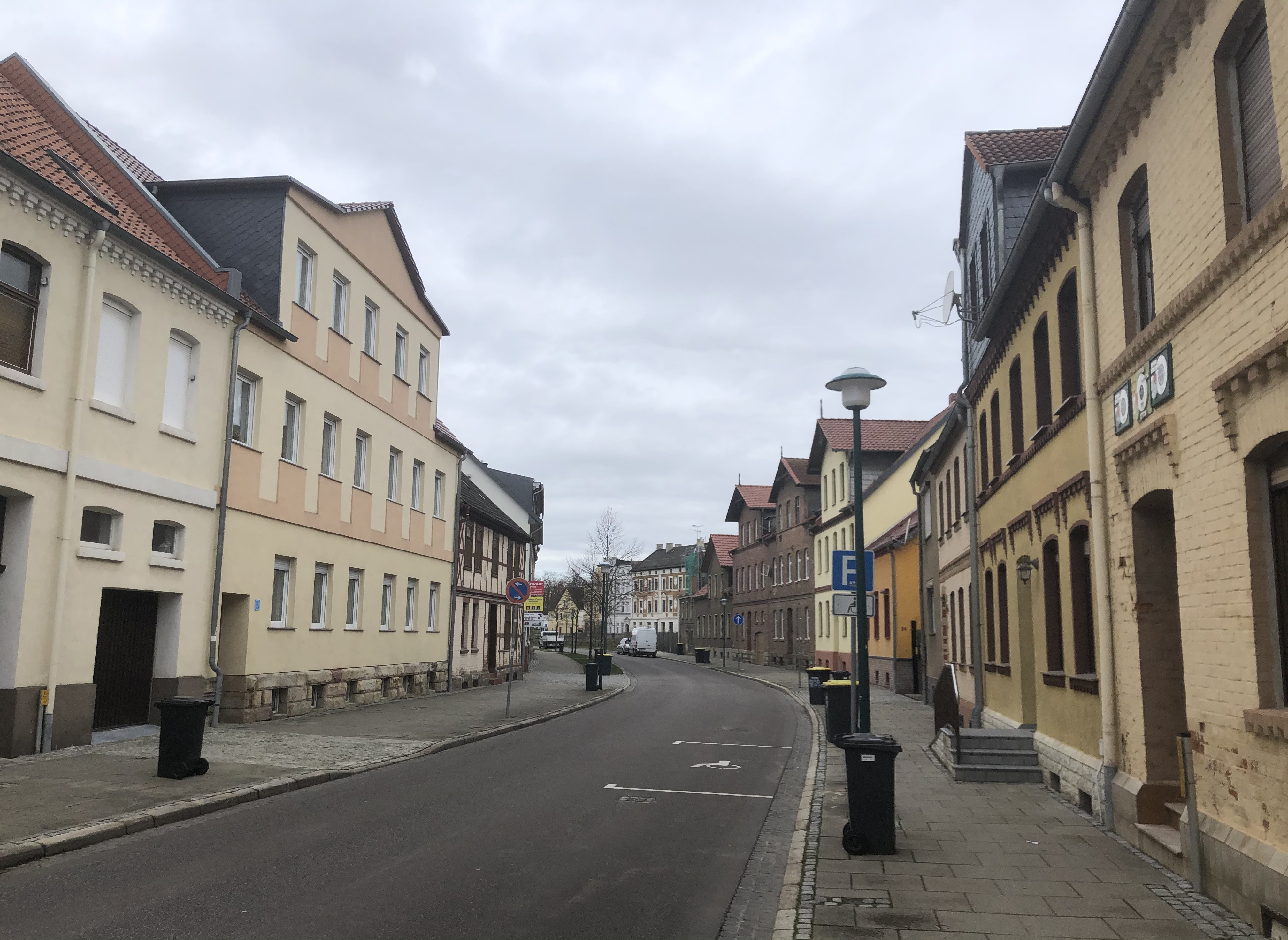
Gartenstraße, Blick nach Westen, 2021

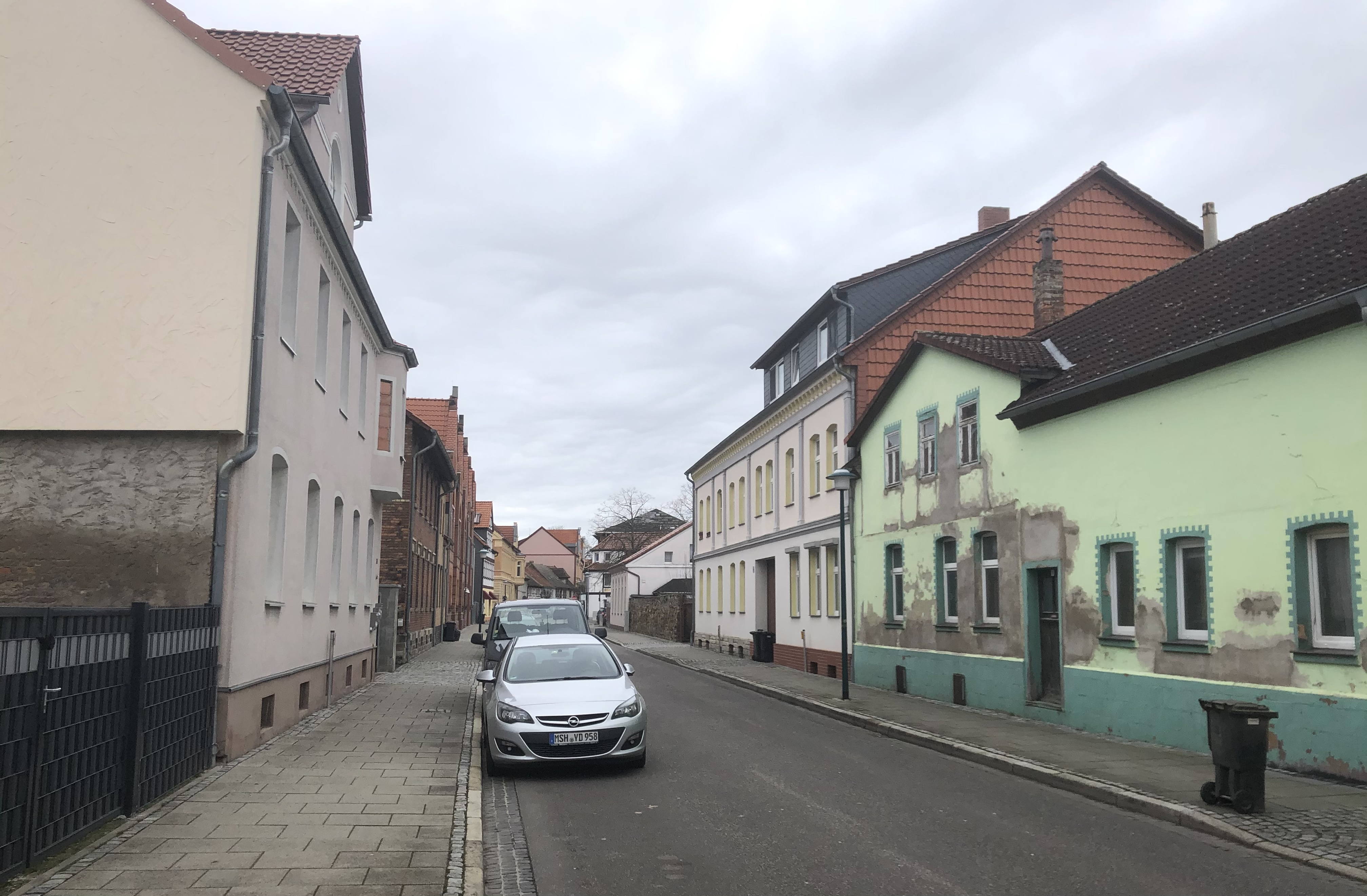
Blick nach Osten

Die Gartenstraße ist eine Straße in Oschersleben (Bode) in Sachsen-Anhalt. Große Teile des Straßenzugs sind denkmalgeschützt und unter der Bezeichnung Gartenstraße 1, 2, 5, 7–17, 19–29, 31–44 im Denkmalverzeichnis eingetragen.

## Lage
Die Straße befindet sich westlich der Oscherslebener Altstadt. Sie verläuft über etwa 500 Meter von der Lindenstraße aus in westlicher und dann im Bogen in südwestlicher Richtung, bis sie auf die Hornhäuser Straße einmündet. Von Norden mündet die Kurze Straße ein, die auf die von Süden mündende Rosa-Luxemburg-Straße trifft.
Zum Denkmalbereich gehören mehrere Gebäude, die auch als Einzeldenkmale ausgewiesen sind, so das Amtsgericht Oschersleben in der Gartenstraße 1, die Gartenstraße 36, 37 und 43, 44. Bis 2020 war auch der Gewerbehof Gartenstraße 5 als Einzeldenkmal ausgewiesen, wurde dann jedoch wegen vorgenommener baulicher Veränderungen als Einzeldenkmal gelöscht. Er blieb jedoch Bestandteil des Denkmalbereichs.

## Architektur und Geschichte
Die Bebauung der Straße entstand im Zuge der Stadterweiterung Oscherslebens in der zweiten Hälfte des 19. Jahrhunderts. Es gibt einige ältere Fachwerkhäuser. Zu großen Teilen entstanden die Gebäude in der Mitte bzw. in der zweiten Hälfte des 19. Jahrhunderts. Architektonisch präsentieren sich die Häuser sehr unterschiedlich. Neben Fachwerkbauten gibt es Backsteingebäude und Häuser mit verputzten und aufwändig gestalteten Fassaden.
Im örtlichen Denkmalverzeichnis ist der Straßenzug unter der Erfassungsnummer 094 55894 als Denkmalbereich eingetragen.